# Stojan Popow
Stojan Filipow Popow (bułg. Стоян Филипов Попов; ur. 25 lipca 1917) – bułgarski strzelec, olimpijczyk. 
Startował na igrzyskach olimpijskich w 1952 roku (Helsinki). Wystąpił tylko w strzelaniu z pistoletu dowolnego z odl. 50 m, w którym zajął 26. miejsce.

## Wyniki olimpijskie
| Igrzyska | Konkurencja                 | Wynik                           | Miejsce    | Źródło |
| -------- | --------------------------- | ------------------------------- | ---------- | ------ |
| IO 1952  | Pistolet dowolny, 50 metrów | 517 punktów (88-86-87-85-88-83) | 26 (na 48) | [ 1 ]  |